# Sydlig kvistbock
Sydlig kvistbock (Pogonocherus neuhausi) är en skalbaggsart som beskrevs av Müller 1916. I den svenska databasen Dyntaxa används istället namnet Pogonocherus caroli. Sydlig kvistbock ingår i släktet Pogonocherus och familjen långhorningar. Arten är reproducerande i Sverige. Inga underarter finns listade i Catalogue of Life.